# Papa Grigore al III-lea

Emblemă papală

Papa Grigore al III-lea (n. secolul al VII-lea d.Hr., Siria antică⁠(d), Califatul Omeiad – d. 28 noiembrie 741 d.Hr., Roma, Imperiul Roman de Răsărit) a fost papă al Romei între 731 și 741.
Grigore a fost ales papă pe 18 martie 731. Ca și în timpul pontificatului predecesorului său, Grigore al II-lea, au avut loc conflicte majore cu Imperiul Roman de Răsărit.
În cursul crizei iconoclaste împăratul Leon al III-lea Isaurianul a fost excomunicat de Biserica de la Roma. În replică împăratul a integrat episcopatele din Sicilia, Italia Inferioară și Iliria în subordinea Patriarhatului Ecumenic de la Constantinopol. Ca urmare papa a rupt relațiile politice cu Bizanțul.
Totodată, longobarzii și-au continuat expansiunea pe teritoriul italian. Astfel, Grigore a fost nevoit să fie primul papă care să îi roage pe franci să îl ajute, dar intervenția militară a acestora nu a avut însă succes. Cu toate acestea legăturile francilor și germanilor cu Biserica Catolică au devenit mai strânse. Călugărul anglo-saxon Bonifacius, care în 732 a ajuns arhiepiscop, a fost trimis în 738 ca misionar în Germania.
În 732, într-o scrisoare adresată lui Bonifacius, papa Grigore al III-lea  a dezaprobat mâncatul cărnii de cal.
Grigore al III-lea a murit pe data de 28 noiembrie 741, care corespunde cu ziua lui în calendarul catolic.